# Isola Zannone
L'isola di Zannone è la più settentrionale delle Isole Ponziane, e per estensione (103 ettari) la terz'ultima dell'arcipelago (più piccole sono Santo Stefano e Gavi). Sorge a nord-est di Ponza, nel mar Tirreno. Amministrativamente fa parte del Comune di Ponza (LT), nel Lazio.
È integralmente ricompresa nel Parco Nazionale del Circeo.

## Storia
Era nota in greco antico con il nome di Σηνωνία (Sēnōnía) e Sinonia per i Romani. È stata la sede di un monastero cistercense (Monastero di Santo Spirito di Zannone) abbandonato alla fine del XIII secolo, di cui restano importanti ruderi.
Durante la prima guerra mondiale, un sottomarino tedesco al largo di Zannone silurò il motoveliero Corriere di Ponza: 35 ponzesi persero la vita.
In passato era abitata solo nel periodo estivo dai due guardiani del faro, situato sull'estremità settentrionale dell'isola (Capo Negro). In seguito il faro è stato automatizzato, rendendo superflua la presenza di guardiani.
Dall'inizio del XX secolo fino all'inclusione nel parco, l'isola è stata gestita come riserva di caccia. L'isola fu la residenza privata del marchese Camillo Casati.

## Protezione
Dal 1979 l'isola è stata ricompresa nel Parco nazionale del Circeo, data la sua rilevanza naturalistica. In effetti, data la scarsissima presenza umana nel corso della storia a Zannone, l'isola ospita interessanti elementi floristici e faunistici.
In seguito sono stati istituiti i siti di interesse comunitario Isole di Palmarola e Zannone e Fondali circostanti l'Isola di Zannone.
L'isola è visitabile ma non è permesso il pernottamento.

## Fauna
L'isola è sulle rotte di transito degli uccelli migratori: oltre ai passeriformi si possono osservare alcune specie di rapaci. Nell'isola è nidificante il gabbiano reale. Il muflone è stato introdotto sull'isola nel 1922, con tre coppie provenienti dalla Sardegna, per scopi venatori. Una lucertola, Podarcis siculus patrizii, è un endemismo ristretto dell'isola.
Nel SIC sono segnalate queste specie di rilevanza comunitaria:
- calandro (Anthus campestris);
- rondone maggiore (Tachymarptis melba);
- calandrella (Calandrella brachydactyla);
- berta maggiore (Calonectris diomedea);
- succiacapre o caprimulgo europeo (Caprimulgus europaeus);
- falco pellegrino (Falco peregrinus);
- marangone dal ciuffo (Phalacrocorax aristotelis desmarestii);
- berta minore mediterranea (Puffinus yelkouan).

## Flora
La vegetazione è spiccatamente mediterranea, con esempi di macchia (habitat degli Arbusteti termo-mediterranei e pre-desertici) e boschi di leccio (habitat delle Foreste di Quercus ilex e Quercus rotundifolia) che rendono il panorama dell'isola alquanto lussureggiante. Sono inoltre presenti due esemplari di una quercia decidua, probabilmente Quercus virgiliana.
Nel SIC sono segnalate queste specie di rilevanza comunitaria:
- Adonis microcarpa
- Asplenium balearicum
- Asplenium obovatum
- Chamaerops humilis
- Fumaria densiflora
- Galium verrucosum
- Limonium pontium
- Phagnalon saxatile
- Polypogon maritimus subspathaceus
- Simethis planifolia
- Spergularia bocconii
- Drimia maritima
- Posidonia oceanica